# Saló Internacional del Còmic de Granada
El Saló Internacional del Còmic de Granada és un esdeveniment de còmic que se celebra anualment a Granada des del 1994, considerat el segon en importància del mitjà a Espanya per darrere del Saló Internacional del Còmic de Barcelona.
L'organitza l'Asociación E-Veleta, el director és Alejandro Casasola Medina, amb el patrocini de l'Instituto Andaluz de la Juventud y la Consejeria de Cultura de la Junta de Andalucía, entre altres entitats.

## Història
El 1989, l'associació juvenil "Otro Punto" (actualment dissolta) va presentar el primer projecte d'unes jornades de còmic a Granada.
El setembre de 1994 es van celebrar les "I Jornades del Còmic, Ciutat de Granada" organitzades per l'associació juvenil "The Wago's", amb el suport de la Junta d'Andalusia i l'Ajuntament de Granada. Manuel Vázquez va realitzar el cartell d'aquesta primera edició.
Dos anys després van tenir lloc les "II Jornades del Còmic de Granada", amb un cartell de Sergio Aragonés. Organitzada per l'associació Ediciones Veleta, va comptar amb el suport de la Junta d'Andalusia, la Diputació de Granada i l'ajuntament de Granada, entre altres col·laboradors.
El 1998 es va realitzar la tercera edició "III Jornades del Còmic de Granada".
El 1999, va canviar la seva denominació i es va convertir en "IV Saló Internacional del Còmic de Granada", que s'ha celebrat des de llavors el segon cap de setmana de març de forma anual. En aquesta edició també es va instal·lar per primera vegada una carpa gegant al passeig del Saló.
En l'edició de 2002, el cineasta Juanma Bajo Ulloa va dirigir una polèmica gal·la de lliurament de premis en què uns actors caracteritzats com a talibans cremaven fotografies de la Virgen de las Angustias, García Lorca i Rosa López, simulaven un atemptat terrorista i practicaven una fel·lació i un coit en directe.
L'any següent, la majoria de les institucions públiques van retirar el seu suport econòmic al Saló. En el seu lloc, l'organització va comptar amb el patrocini de la Facultad de Bellas Artes de Granada i altres set entitats privades, cobrant un euro simbòlic per l'entrada al Palau de Congressos de Granada, edifici on se celebraria l'esdeveniment en els any següents.
El 2007 el Saló del Còmic es va traslladar del Palau de Congressos de Granada a la Fira de Mostres d'Armilla (FERMASA) sense perdre per això el públic.
Durant l'edició de 2010, es va concedir per primera vegada el premi Andalucía del Cómic, que va anar a parar a Carlos Pacheco.